# Aeroportul Melbourne
Aeroportul Melbourne (IATA: MEL, ICAO: YMML) este un aeroport din Hume City, Victoria, Australia ce deservește zona Melbourne. Aeroportul a fost tranzitat în 2022 de 25.690.854 de pasageri. A fost deschis în 1 iulie 1970 și numit după zona deservită.
Situat la o altitudine de 132 m, aeroportul dispune de 2 piste și ocupă o suprafață de 27.410.000 m². Este operat de Australia Pacific Airports Corporation⁠(d).

## Infrastructură

### Piste
Aeroportul dispune de 2 piste. Pista 09/27 are suprafața de asfalt și dimensiunile 2.286 m × 45 m. Pista 16/34 are suprafața de asfalt și dimensiunile 3.657 m × 60 m. 

### Terminale
Aerogara are în componență 4 terminale, Terminal 1⁠(d), Terminal 2⁠(d), Terminal 3⁠(d) și Terminal 4⁠(d). 